# Маслов, Пётр Александрович
Маслов, Пётр Александрович (род. 19 июля 1962, Новокузнецк) — российский дизайнер полиграфии, график, художник. Внук скульптора И. Г. Фрих-Хара.

## Краткая биография
Рисовать начал еще в средней школе — в 9-м классе получил первое признание, победив на межрайонном конкурсе плаката «Миру-мир». В 1989 г. окончил Московский государственный университет печати (бывш. Московский полиграфический институт).
Художник- фрилансер. Мастер перформанса, дизайна книг, каталогов, Вэбсайтов, рекламы. Среди инсталляций «Золотой горшок» (2009), «Размышление» в Центре Творческих Индустрий «ФАБРИКА» (2011), серия скульптур, обернутых целлофаном, инсталляции в горах Сицилии. К числу наиболее заметных работ относятся: цикл «Ангелы» (2006), «Сицилийский дом» (2013), «Ужин» (2016), «Девочка в голубом и в маске» (2016), «Колхоз имени ‘A’. Доярка, бригадир и тракторист» (2016), «Странный день» (2016), «Китаянка» (2017", «Nothing» (2017), «Голубятня» (2018), «Портрет Кончиты Вурст» (2018), «Мыслишки о любви» (2018).
Персональные выставки проходили в Москве, Турине (1990, 1995), Йоханнесбурге (1992), Берлине (1994, 1997), Люксембурге (1996), Таллинне (2006). Работы находятся в частных коллекциях в России и за рубежом.

## Впечатление
Его персонажи как бы являются нам с византийских икон, со стен и сводов римских храмов, из условного мифологического пространства и затем предстают в реальном мире в совершенно ином контексте. При этом художник изображает человека и мир, избирая для этого пограничные ситуации как по форме, так и по содержанию. Если говорить о форме, то его картины — «на грани» иконы, фрески, пластических экспериментов, и эта форма вполне адекватна содержанию — переход от вечного к временному и наоборот. — Галина Балашова 

## Персональные выставки
- Дом культуры им. В.Чкалова (Москва,1989);
- Выставочный зал «Каширка» (Москва, 1990);
- Галерея «Садовники» (Москва, 1990);
- Галерея «La Rocca» (Турин, Италия,1990;
- Выставочный зал «Каширка» (Москва, 1992);
- Галерея «Садовники» (Москва,1993);
- Галерея «Galerie am Savignyplatz» (Берлин,1994);
- Галерея «Спайдер энд Маус» (Москва, 1994);
- Галерея «La Rocca» (Турин, Италия,1995);
- Castel Vianden (Люксембург,1996);
- Галерея «Galerie am Savignyplatz» (Берлин,1997);
- Галерея при Посольстве РФ (Таллинн,2006).

## Коллективные выставки
- Всесоюзная выставка молодых художников. Центральный выставочный зал «Манеж» (Москва,1989);
- Арт-Каша. Музей стекла (Москва,1989);
- Vne Zhanra. Центральный Дом художника (Москва,1990);
- Художник и печать. Центральный Дом художника (Москва,1990);
- Проект «Вавилон». Музей Революции (Москва,1991);
- АРТ МИФ 2. Московская международная художественная ярмарка. Центральный выставочный зал «Манеж» (Москва,1991);
- Bedfordo Center (Йоханесбург, ЮАР, 1992);
- Выставочный зал «Каширка» (Москва,1992).

## Оформление книг[6]
- Гожева Н. А., Сорокина Г. М. Традиционное искусство Юго-Восточной Азии в собрании Государственного музея Востока. М.: Всероссийский банк развития регионов, 2001.
- Огнев, Владимир. Амнистия таланту: Блики памяти. М.: Слово, 2001.
- Набатчиков В. А. Восток. Искусство быта и Бытия. М.: СканРус, 2003.
- Волшебный мир узоров. Энциклопедия орнаментальных мотивов Юго-Восточной Азии. М.: Print House, 2003.
- Маслов, А. Иероглифы времени. М.: 2007.
- Африка Новарро. М.: Государственный музей Востока, 2008.
- Кузьменкова Л. И. Китайский фарфор XVII—XVIII веков. М.: Государственный музей Востока, 2009.
- Туркестанский авангард. Каталог выставки. М.: Государственный музей искусства народов Востока, 2009.
- Чукина Н. П. Памятники искусства Индонезии в собрании Государственного музея Востока. М.: Государственный музей Востока, 2010.
- Продолжая традиции собирательства (каталог). М.: Государственный музей Востока, 2010.
- Город Взлетающего дракона. К 1000-летию Ханоя (каталог). М.: Государственный музей Востока, 2010.
- Огнев, Владимир. Амнистия таланту: Блики памяти. М.: Слово, 2011.
- «Много самумов я видел… Дневники художника Евгения Кравченко (+ 1 CD)». М.: Издательский дом Марджани, 2011.
- Русский Китай. Из коллекций Александра Васильева и Государственного музея Востока. Каталог выставки. М.: Государственный музей Востока, 2011.
- Паломники в страну Востока (каталог). М.: Государственный музей Востока, 2011.
- Большой бал. Балы на подмостках истории, жизни, театра XVIII—XX вв. Москва: ГМЗ «Царицыно», 2013.
- Чиркова, Елена (составитель). Антон Чирков. Работы на бумаге. 1935—1946. М., 2014. ISBN 978-5-9905127-1-9
- Каталог коллекции кукол. М., 2014.
- Сокровищница Третьяковской галереи. М.: Лайт , 2014.
- Чугунов Ю. Н. Эволюция гармонического языка джаза. М.: Планета музыки, 2015.
- Кузьменко Л. И., Мкртычев Т. К. Филатова М. Ю., Хромченко С. М., Шмотикова Л. А. Чай. Вино. Поэзия. Каталог выставки. М.: Государственный музей Востока, 2015.
- Каталог лепного декора. М., 2016.
- Антон Чирков. Живопись. Скульптура. М., 2018.
- Музеи Московского Кремля. Материалы и исследования. Выпуск 28. М., 2018.
- Уварова Ю. Н. Рождество и Новый год в России XVI—XX веков. М.: Московский Кремль, 2018.
- Ковальчук Сергей. Индонезия. Территория вековых традиций. М.: АСТ, 2019.
- Маслов, Петр. В час, когда солнце… (электронная книга) ISBN 978-5-4474-3246-1